# The Great McGinty
The Great McGinty (Brasil: O Homem Que Se Vendeu / Portugal: O Tirano da Cidade) é um filme estadunidense de 1940, do gênero comédia satírica, dirigido por Preston Sturges e estrelado por Brian Donlevy e Muriel Angelus. Estreia do roteirista Sturges na direção, somente possível porque ele ofereceu a história de graça para a Paramount Pictures.
O filme recebeu o Oscar de Melhor Roteiro Original, o que, aliado ao sucesso de crítica e público, abriu um inesperado precedente e logo outros roteiristas também puderam tornar-se diretores, entre eles John Huston e Billy Wilder.

## Sinopse
Dan McGinty é um mendigo a quem o político desonesto conhecido apenas como The Boss (O Chefão) oferece dois dólares para votar com nome falso. McGinty acaba votando 37 vezes e suas habilidades e falta de escrúpulos torna-o protegido do partido, onde começa como agente de extorsão. Um casamento de conveniência com sua secretária Catherine e, em seguida, o nascimento de dois filhos dão-lhe a respeitabilidade necessária para apresentar-se como candidato reformista nas eleições municipais, o que lhe permite vencer o pleito. Sua ascensão continua e consegue eleger-se governador. A essa altura, porém, McGinty já está apaixonado pela esposa e deseja levar uma vida honesta. Quando tenta deixar o partido, a vingança de The Boss e dos antigos companheiros expõe sua corrupção e causa-lhe a ruína.

## Elenco
| Ator/Atriz       | Personagem     |
| ---------------- | -------------- |
| Brian Donlevy    | Daniel McGinty |
| Muriel Angelus   | Catherine      |
| Akim Tamiroff    | The Boss       |
| Allyn Joslyn     | George         |
| William Demarest | Skeeters       |
| Louis Jean Heydt | Tommy Thompson |
| Harry Rosenthal  | Louie          |

## Principais premiações
| Prêmio         | Premiação                 |
| -------------- | ------------------------- |
| Oscar          | Melhor Roteiro Original   |
| New York Times | 10 Melhores Filmes do Ano |